# جمال گنجی
جمال گنجی (۱۲۹۰ نیشابور - ۱۲۷۴ تهران وزیر راه در دولت علی امینی و از بنیانگذاران لژ فراماسونری خورشید بود. او از افرادی بود که پس از انقلاب اموالش بنابه اعلان روزنامه اطلاعات به دلیل رژیم گذشته و عضویت در گروه‌های فراماسونری مصادره شد.
جمال گنجی' فرزند آقا بالاخان گنج (سالار معتمد) در ۱۲۹۰ خورشیدی در نیشابور به دنیا آمد. تحصیلات ابتدایی را نیشابور و تحصیلات متوسطه را در مدرسهی ثروت در تهران به پایان برد.
سپس تحت سرپرستی دکتر قاسم غنی و همراه دو برادرش به اروپا رفت. در بروکسل دیپلم گرفته. تا درجه دکتری مهندسی راه و ساختمان در دانشگاه بروکسل به تحصیل پرداخت.
وی پس از برگشت به ایران اقدام به تأسیس آموزشگاه فنی آن وزارتخانه راه کرده و پس از مدتی مدیر کل فنی آن وزارتخانه شد. او در دوران دولت ملی دکتر مصدق به عضویت شورای عالی نخست‌وزیری انتخاب گردید.
وی همچنین در دانشکده فنی دانشگاه تهران نیز به تدریس پرداخته و تا سمت استادی رسید.
دکتر گنجی در ۱۳۴۰ در کابینه علی امینی به سمت وزیر راه منصوب شد و در سال ۱۳۴۲ یعنی دوره چهارم از استان خراسان وارد مجلس سنا گردید و در دوره‌های پنجم و ششم و هفتم عضو مجلس سنا و نیز یازده سال عضو هیئت رئیسه مجلس سنا بود. وی همچنین به اتفاق جواد منصور وزیر اطلاعات 2ـ ناصر یگانه وزیر مشاور 3ـ علی قلی هدایت سناتور 4ـ محمدعلی بوذری سناتور 5ـ رضا جعفری سناتور 6ـ ابراهیم پارسا سناتور 7ـ عبداله ظلی دریادار بازنشسته 8ـ علی امیرحکمت سناتور 9ـ مصطفی تجدد سناتور 10ـ سرلشکر بازنشسته محمود میرجلالی سناتور 11ـ هلاکو رامبد نماینده مجلس شورای ملی 12ـ صدری کیوان نماینده مجلس شورای ملی 13ـ علی مرندی نماینده مجلس شورای ملی 14ـ محمدعلی مرتضوی نماینده مجلس شورای ملی 15ـ حسن مصطفوی نائینی نماینده مجلس شورای ملی 16ـ سید حسن امامی امام جمعه تهران از بنیانگذاران لژ فراماسونری خورشید بود.
او با وجود اینکه پس از انقلاب اموالش مصادره شد اما زندانی نشده و در ایران زندگی کرد و در ۱۳۷۴ در تهران درگذشت.